# Miltochrista chinensis
Miltochrista chinensis är en fjärilsart som beskrevs av Felder 1862. Miltochrista chinensis ingår i släktet Miltochrista och familjen björnspinnare. Inga underarter finns listade i Catalogue of Life.